# Пульгьоґда

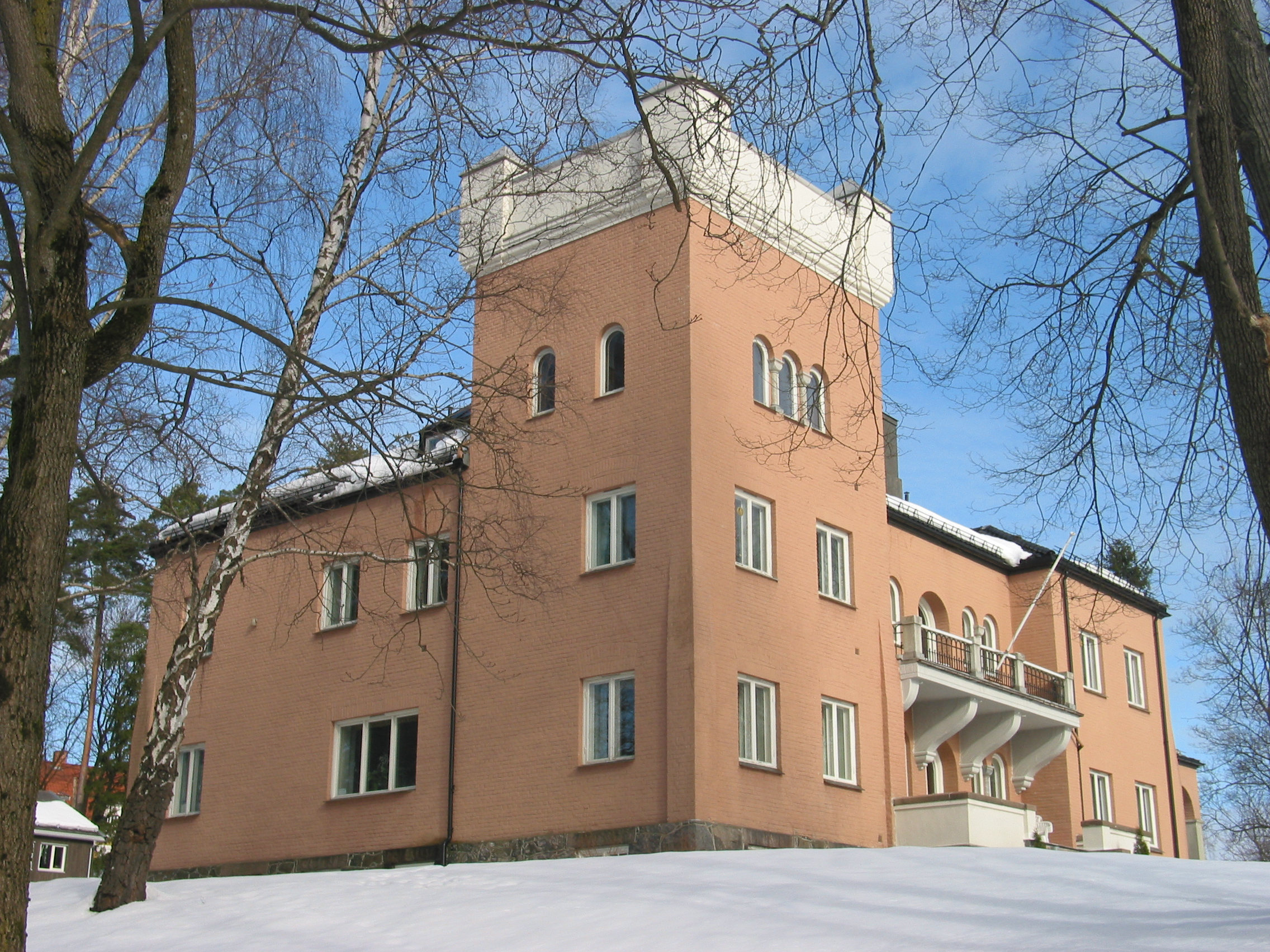
Вигляд «Пульгьоґди» у 2009 році. Кабінет Фрітьйофа Нансена займав увесь другий поверх вежі.

Пульгеґда (норв. Polhøgda «Полярна висота») — садиба Фрітьйофа Нансена. Розташована між Люсакером і Форнебю в Берум, фюльке Акерсгус, Норвегія. Побудована в 1901 році архітектором Яльмаром Вельгавеном. З 1948 року у цій будівлі діє Інститут Фрітьйофа Нансена.

## Назва
За словами Лів Нансен, — старшої дочки Фрітьйофа та Еви Нансенів — будинок спочатку називався Polhøiden. Назва мала подвійний сенс: Polhøyde означала спортивний рекорд Нансена — 86°14'с.ш.; водночас це натякало на улюблений напій Нансена "Polhøidera" — віскі зі зельтерською водою. Згодом власник перейменував садибу в Polhøgda.

## Історія
Навколо садиби Нансенів «Готгоб» у Люсакері в період 1896-1899 років утворилося коло артистичної еліти, тут оселилися художники Ерік Вереншолл, Ейліф Петерсен, Г. Мунте, вчені-брати Е. і О. Сарси (родичі Еви Нансен), оперний співак Т. Ламмерс (шурин - чоловік сестри Еви Нансен), професор М. Мо, письменник Г. Кінг, видавець О. Томмесен і інші. Хоча 1899 році Є. Нансен назавжди припинила концертну діяльність, проте нерідко влаштовувала домашні музичні вечори.
Оскільки в сім'ї до 1901 року було троє дітей, Фрітьйоф Нансен купив ділянку лісу в Форнебю площею в 55 мол (5½ га) і вирішив будувати великий будинок, в якому можна було не тільки розмістити сім'ю, а й займатися науковою роботою і влаштовувати світські прийняття. Лів Нансен у «Книзі про батька» писала, що не знає, у який момент було ухвалено це рішення.
Будинок побудував Яльмар Вельгавен (кузен Еви Нансен) в 1901 році в стилі норвезької фортеці, новосілля відсвяткували 4 квітня 1902 року. Лів Нансен з гордістю писала, що в будинку була обладнана ванна, якої не було ні в одного з сусідів.
Згідно із сімейною легендою, в саду «Пульгеґди» попіл дружини Нансена - Еви, яка померла в грудні 1907 року, удобрив один із трояндових кущів.

## Планування й інтер'єр
Центром будинку був хол-вітальня заввишки два поверхи. На першому поверсі з нього можна було потрапити до приймальні, бібліотеки та кімнати секретаря (всі вони виходили на захід), вікна їдальні та вітальні Єви Нансен виходили на схід. У вітальні Єви Нансен стояв рояль. По другому поверху хол оперізувала галерея, звідки можна було потрапити до спальні. Робочий кабінет Нансена розташовувався на третьому поверсі у вежі, вікна його виходили на три сторони, з них відкривався вид на Буннефйорд. У кабінеті Нансена була його робоча бібліотека, стіни були прикрашені репродукціями улюблених його картин, там же до самої його смерті висів портрет Єви в концертній сукні. Стіни вітальні на першому поверсі були розписані Е. Вереншьльдом. Будинок був обставлений у стилі 1890-х років, на галереї росли пальми, підлога у вітальні була застелена шкурою ведмедя з головою, прикрашеною скляними очима. Шкірою білого ведмедя був вистелений і кабінет Нансена. Служби та приміщення для слуг були винесені за межі будинку в окремі споруди.

## Садиба після 1930 року
Після смерті Нансена 13 травня 1930 року на веранді свого будинку його тіло кремували, а прах закопали під однією з берез у «Пульгьоґді». Незабаром спадкоємці продали садибу ініціативній групі за символічну суму, а покупці поступилися її Університету Осло за умови, що будівлю буде збережено в первісному вигляді, але не буде перетворено на меморіальний музей, і при цьому неодмінно використовуватиметься на користь пам'яті Нансена. Пізніше університет передав садибу Норвезької Академії наук та літератури, з 1947 року будинком розпоряджається Географічне товариство Норвегії. У 1948 році було створено фонд для управління садибою, з 1958 року він називається Fridtjof Nansen-stiftelsen på Polhøgda. Крім того, в «Пульгьоґді» з 1948 року розташовується Інститут Фрітьйофа Нансена - незалежна установа, що займається дослідженнями в галузі захисту довкілля, енергетики та розробки методів та політики управління використанням ресурсів.

## Види садиби

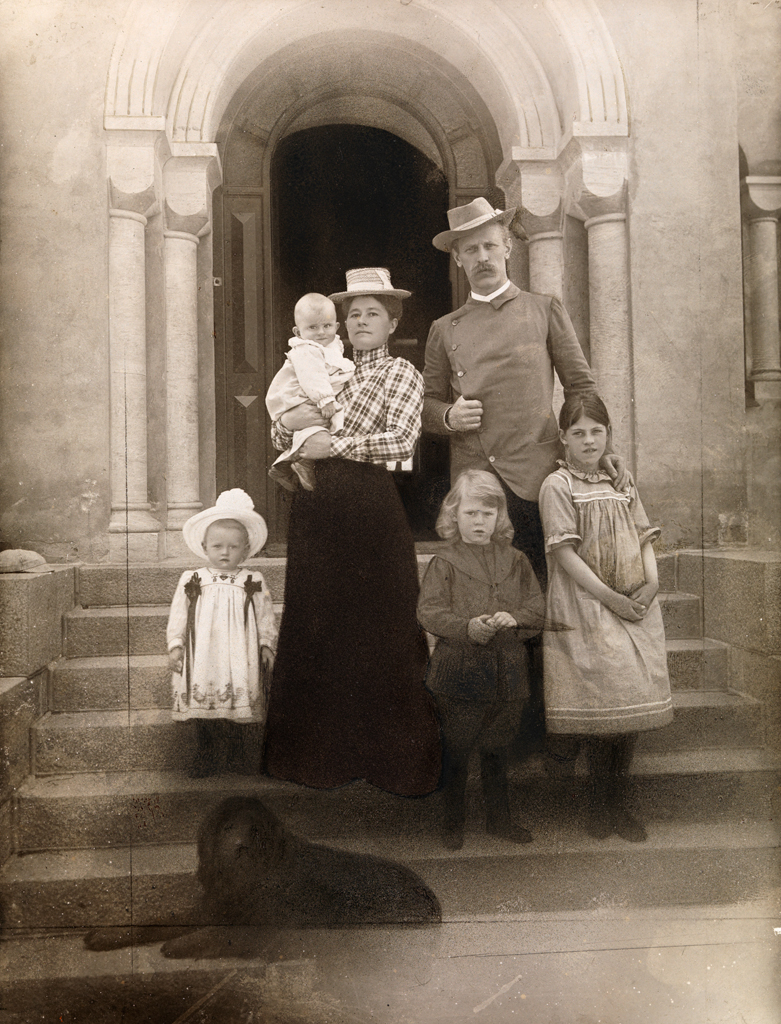
Родина біля входу в 1902 році
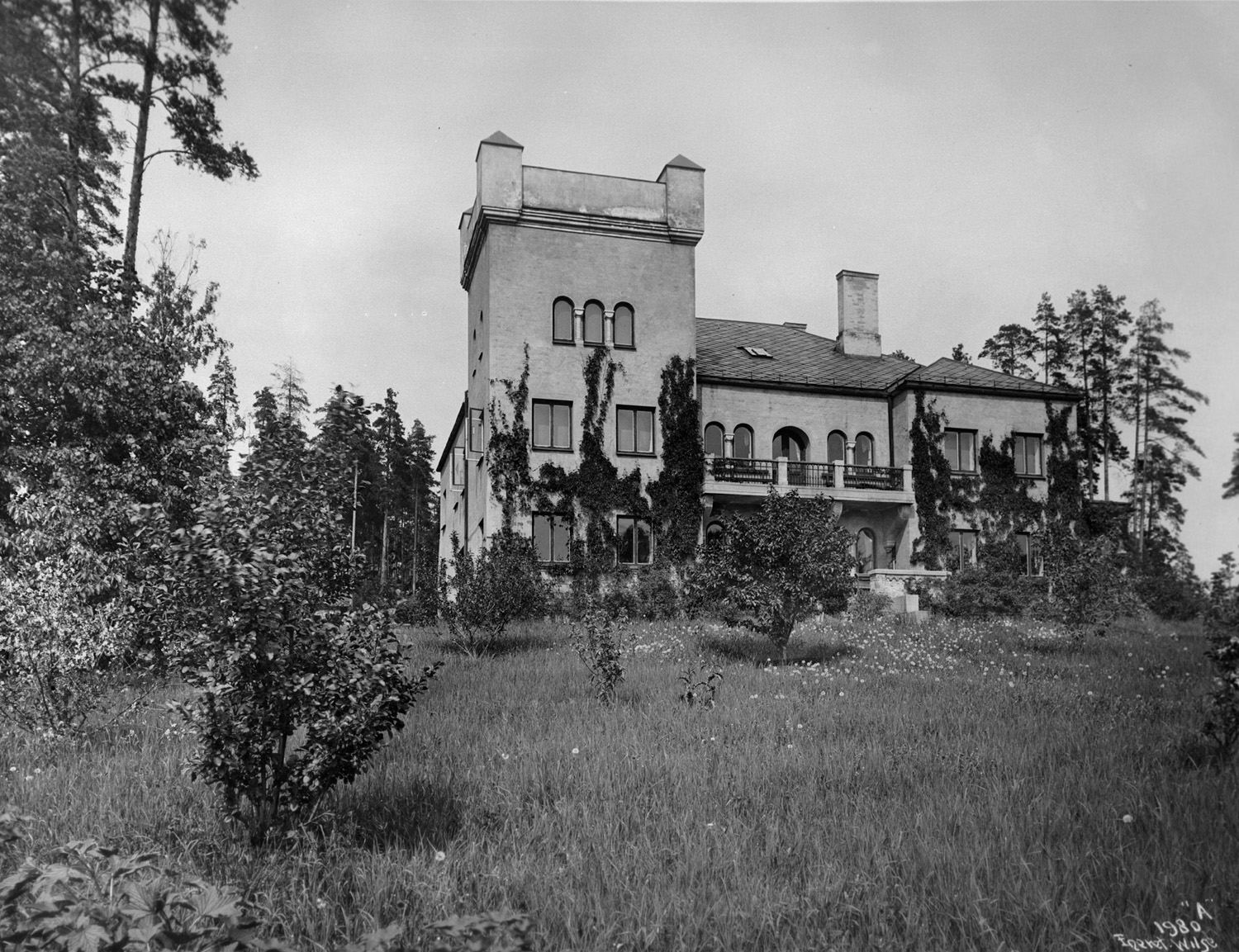
Екстер'єр 1909 року
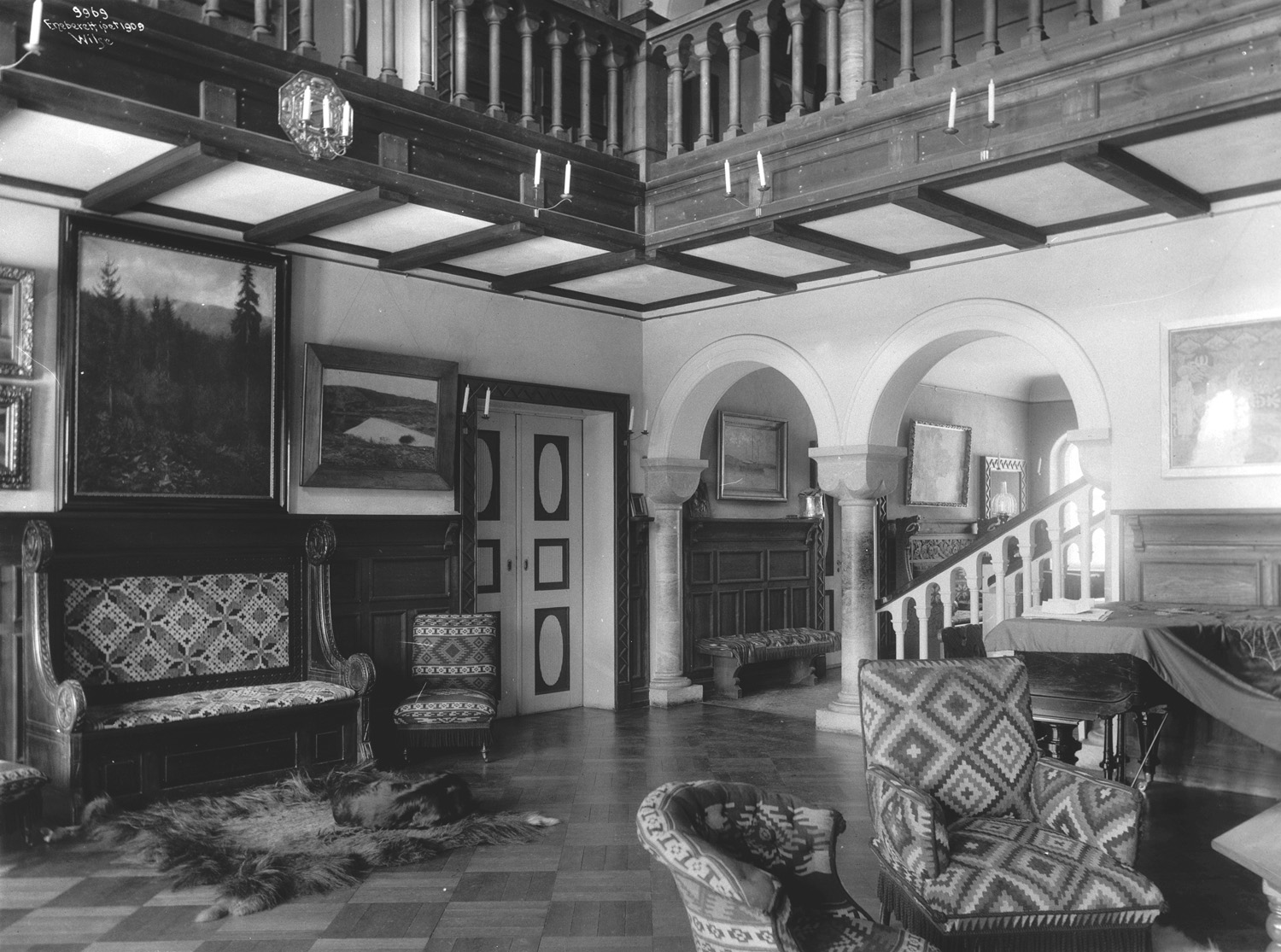
Хол-вітальня в 1909 році
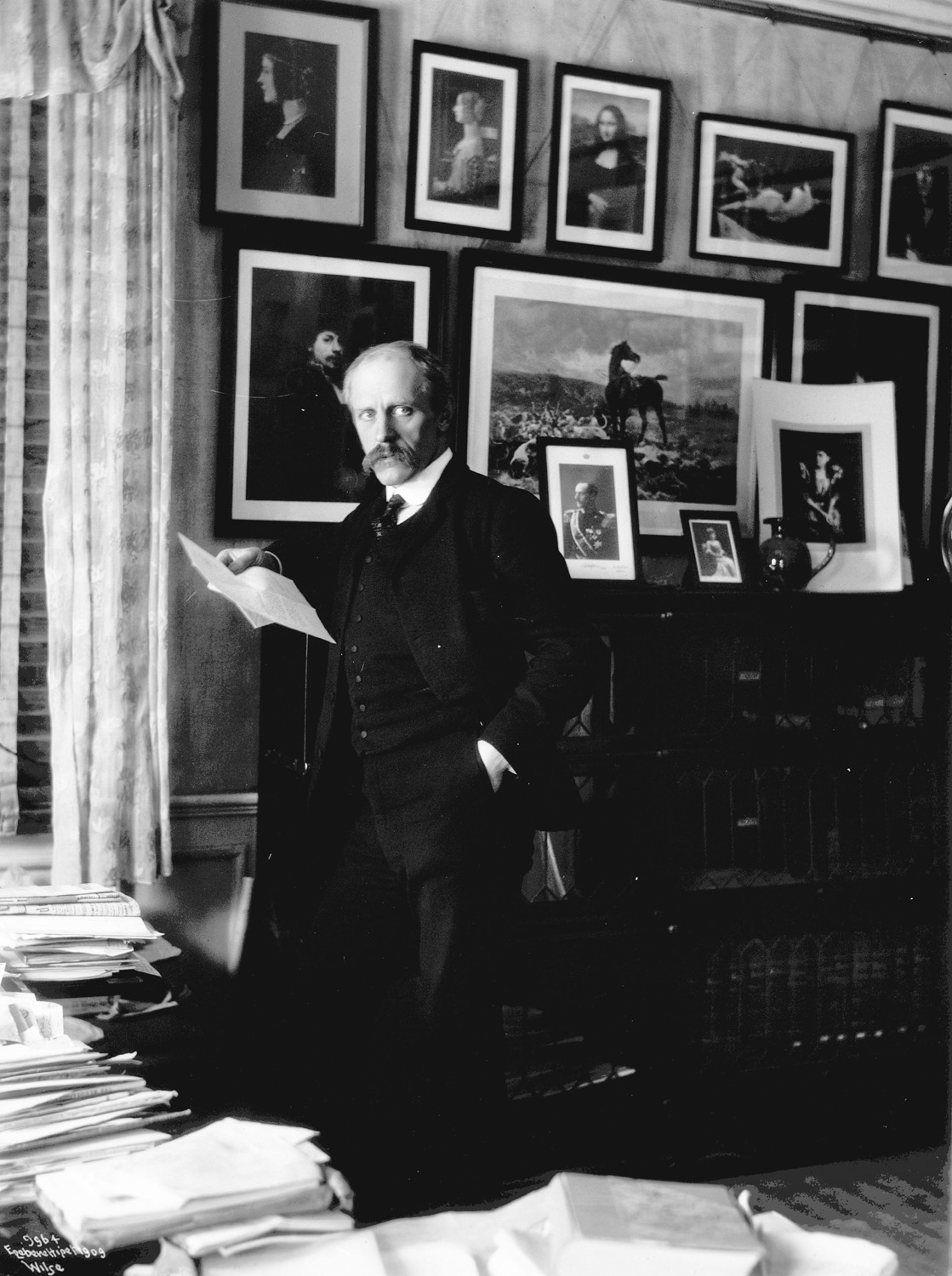
Нансен в кабінеті в 1909 році